# 7 aC

## Esdeveniments
- La població mundial s'estima en 250 milions de persones.

### Judea
- El rei Herodes ordena en Judea l'execució dels fills Alexandre i Aristòbul.
- Primera publicació de la Geografia d'Estrabó[1]